# Étival-Clairefontaine
Étival-Clairefontaine is een gemeente in het Franse departement Vosges (regio Grand Est) en telt 2401 inwoners (1999). De plaats maakt deel uit van het arrondissement Saint-Dié-des-Vosges.

## Geografie
De oppervlakte van Étival-Clairefontaine bedraagt 27,1 km², de bevolkingsdichtheid is 88,6 inwoners per km².

## Verkeer en vervoer
In de gemeente ligt spoorwegstation Étival-Clairefontaine.
De onderstaande kaart toont de ligging van Étival-Clairefontaine met de belangrijkste infrastructuur en aangrenzende gemeenten.

## Demografie
Onderstaande figuur toont het verloop van het inwonertal (bron: INSEE-tellingen).